# Yvan Watremez
Pour le musicien français, voir Jean-Philippe Watremez.

a Compétitions nationales et continentales officielles uniquement.

b Matchs officiels uniquement.
Dernière mise à jour le 13 juin 2022.
Yvan Watremez, né le 21 avril 1989 à Foix, est un joueur international français de rugby à XV jouant au poste de pilier gauche.
Il remporte deux fois le Challenge européen, en 2012 avec le Biarritz olympique puis en 2016 avec le Montpellier Hérault Rugby. 

## Biographie

### Jeunesse et formation
Yvan Watremez fait ses premiers pas rugbystiques dans le club de sa ville natale, l'US Foix, passe ensuite par Pamiers avant d'intégrer le Stade toulousain en cadets puis le centre de formation du Biarritz olympique. 
Il fait partie de la promotion Albert Ferrasse (2007-2008) au Pôle France du Centre national de rugby de Linas-Marcoussis aux côtés de, entre autres, Pierre Bernard, Florian Cazenave, Geoffrey Doumayrou, Russlan Boukerou, Benjamin Fall, Alexandre Lapandry et Wenceslas  Lauret.

### Carrière professionnelle
Durant la saison 2011-2012, le Biarritz olympique atteint la finale du Challenge européen. Pour cette rencontre face au RC Toulon, il est titulaire en première ligne aux côtés d'Arnaud Heguy et Eugene van Staden et le BO l'emporte 21-18,.
À l'issue de cette saison, il connaît sa première cape avec l'équipe de France le 16 juin 2012, lors d'un match amical face à l'Argentine. Il est titularisé mais les Bleus sont battus 23 à 20.
Alors qu'il avait donné son accord à son club pour prolonger son contrat, il décide finalement de rejoindre Montpellier à partir de la saison 2012-2013.
En novembre 2012, il est sélectionné dans l'équipe des Barbarians français pour affronter le Japon au Stade Océane du Havre. Les Baa-Baas l'emportent 65 à 41.
Durant la saison 2015-2016, le MHR se qualifie en finale du Challenge européen et affronte les Harlequins. Pour cette rencontre, Watremez débute sur le banc des remplaçants, puis entre en jeu en seconde période à la place de Mikheil Nariashvili et son équipe s'impose 19-26,.
Le 9 janvier 2019, le Biarritz olympique annonce son retour au club pour la saison 2019-2020. Trois saisons plus tard, il met un terme à sa carrière professionnelle à l'issue de la saison 2021-2022.

## Statistiques en équipes nationales
- Sélections avec l'équipe de France universitaire
- Sélections avec l'équipe de France des moins de 20 ans (participation à la coupe du Monde 2009 au Japon)
- Sélections avec l'équipe de France des moins de 19 ans
- Sélections avec l'équipe de France des moins de 18 ans

Yvan Watremez compte une seule sélection en équipe de France et n'a pas marqué de points.
| Année | Compétition | Matchs | Points | Essais |
| ----- | ----------- | ------ | ------ | ------ |
| 2012  | Test matchs | 1      | -      | -      |
| Total | Total       | 1      | 0      | 0      |

## Palmarès
- Biarritz olympique
  - Vainqueur du Challenge européen en 2012

- Montpellier HR
  - Vainqueur du Challenge européen en 2016